# Çërravë
Çërravë là một xã trong quận Pogradec thuộc hạt Korçë, Albania. Dân số năm 2005 là 8864 người.